# Bruno Correa
Pour les articles homonymes, voir Correa.
Bruno Correa, né le 22 mars 1986 à Americana au Brésil,  est un footballeur brésilien. Il évolue actuellement au poste d'attaquant, au Sepahan Ispahan dans le championnat national iranien.

## Palmarès

### Récompenses individuelles
Joueur du Banants Erevan, il est meilleur buteur de Premier-Liga en 2011.